# Рекорды России на дистанции 50 метров вольным стилем
Это история рекордов России в плавании на дистанции 50 вольным стилем,, установленных мужчинами и женщинами, как в стандартных (50 метров; олимпийских) бассейнах, так и в обычных (25 метров) бассейнах.
Первый мировой рекорд в плавании на дистанции 50 метров вольным стилем у мужчин в 50-метровом бассейне был зарегистрирован Международной Федерацией плавания ФИНА в 1976 году. В это же время стали регистрировать рекорды на этой дистанции и в СССР.

## Мужчины

### Бассейн 50 м
| Время  |    | Имя              | Клуб   | Дата            | Соревнование                                     | Место     | Прим. |  |
| ------ | -- | ---------------- | ------ | --------------- | ------------------------------------------------ | --------- | ----- |  |
| 21.64  |    | Александр Попов  | Москва | 1 июня 2000     | Отборочные соревнования к Олимпийским играм 2000 | Москва    |       |  |
| 21.47  |    | Владимир Морозов | Москва | 3 августа 2013  | Чемпионат мира                                   | Барселона | [ 2 ] |  |
| 21,44  | пф | Владимир Морозов | Москва | 14 апреля 2017  | Чемпионат России                                 | Москва    | [ 3 ] |  |
| 21,44= | пф | Владимир Морозов | Москва | 8 августа 2018  | Чемпионат Европы                                 | Глазго    | [ 4 ] |  |
| 21,27  | пз | Владимир Морозов | Москва | 15 августа 2019 | Кубок мира                                       | Сингапур  | [ 5 ] |  |

Условные обозначения: # — рекорд ожидает ратификации в ФИНА; МР - мировой рекорд; ЕР - рекорд Европы;
Рекорды в стадиях: к — квалификация; пф — полуфинал; э — 1-й этап эстафеты; эк −1-й этап эстафеты квалификация; б — финал Б; † — в ходе более длинного заплыва; зв — заплыв на время.

### Бассейн 25 м
| Время |  | Имя              | Национальность | Дата            | Соревнование     | Место                | Прим. |
| ----- |  | ---------------- | -------------- | --------------- | ---------------- | -------------------- | ----- |
| 21.50 |  | Александр Попов  | Москва         | 13 марта 1994   | Кубок мира       | Дезенцано-дель-Гарда | [ 6 ] |
| 20.55 |  | Владимир Морозов | Москва         | 14 декабря 2012 | Чемпионат мира   | Стамбул              | [ 7 ] |
| 20.31 |  | Владимир Морозов | Москва         | 15 декабря 2017 | Чемпионат Европы | Копенгаген           | [ 8 ] |

Условные обозначения: # — рекорд ожидает ратификации в ФИНА; МР - мировой рекорд; ЕР - рекорд Европы;
Рекорды в стадиях: к — квалификация; пф — полуфинал; э — 1-й этап эстафеты; эк −1-й этап эстафеты квалификация; б — финал Б; † — в ходе более длинного заплыва; зв — заплыв на время.

## Женщины

### Бассейн 50 м
| Время  |    | Имя                | Клуб         | Дата             | Соревнование     | Место  | Прим.  |
| ------ | -- | ------------------ | ------------ | ---------------- | ---------------- | ------ | ------ |
| 25.10  |    | Наталья Мещерякова | Москва       | 10 сентября 1994 | Чемпионат мира   | Рим    | [ 9 ]  |
| 25.10= |    | Вероника Попова    | Москва, ЦСКА | 8 июня 2011      | Mare Nostrum     | Кане   | [ 10 ] |
| 24.82  |    | Елизавета Базарова | Казань       | 27 июля 2014     | Кубок России     | Руза   | [ 11 ] |
| 24.39  | пз | Мария Каменева     | Оренбург     | 3 августа 2018   | Чемпионат Европы | Глазго | [ 12 ] |
| 24.21  |    | Мария Каменева     | Оренбург     | 4 августа 2018   | Чемпионат Европы | Глазго | [ 13 ] |
| 24.20  |    | Мария Каменева     | Оренбург     | 9 апреля 2021    | Чемпионат России | Казань |        |

Условные обозначения: # — рекорд ожидает ратификации в ФИНА; МР - мировой рекорд; ЕР - рекорд Европы;
Рекорды в стадиях: к — квалификация; пф — полуфинал; э — 1-й этап эстафеты; эк −1-й этап эстафеты квалификация; б — финал Б; † — в ходе более длинного заплыва; зв — заплыв на время.

### Бассейн 25 м
| Номер | Время |                      | Имя                      | Клуб            | Дата                       | Соревнование    | Место  | Прим. |
| ----- | ----- | -------------------- | ------------------------ | --------------- | -------------------------- | --------------- | ------ | ----- |
| 24.53 |       | Анастасия Аксенова   | Москва                   | 20 декабря 2008 | Кубок Владимира Сальникова | Санкт-Петербург | [ 9 ]  |       |
| 24.14 |       | Светлана Федулова    | «Экран», Санкт-Петербург | 19 декабря 2009 | Кубок Владимира Сальникова | Санкт-Петербург | [ 15 ] |       |
| 24.12 | пф    | Розалия Насретдинова | ЦСК «Локомотив», Москва  | 6 декабря 2014  | Чемпионат мира             | Доха            | [ 16 ] |       |
| 23.64 | пф    | Розалия Насретдинова | ЦСК «Локомотив», Москва  | 21 ноября 2017  | Чемпионат России           | Казань          | [ 17 ] |       |
| 23.56 |       | Мария Каменева       | Оренбург                 | 8 декабря 2019  | Чемпионат Европы           | Глазго          | [ 18 ] |       |
| 23.56 |       | Мария Каменева       | Оренбург                 | 21 декабря 2021 | Чемпионат Европы           | Абу-Даби        | [ 19 ] |       |
| 23,35 |       | Мария Каменева       | Оренбург                 | 25 ноября 2022  | Игры Дружбы                | Казань          | [ 20 ] |       |
| 23,34 |       | Мария Каменева       | Оренбург                 | 16 декабря 2022 | Кубок Владимира Сальникова | Санкт-Петербург | [ 21 ] |       |

Условные обозначения: # — рекорд ожидает ратификации в ФИНА; МР - мировой рекорд; ЕР - рекорд Европы;
Рекорды в стадиях: к — квалификация; пф — полуфинал; э — 1-й этап эстафеты; эк −1-й этап эстафеты квалификация; б — финал Б; † — в ходе более длинного заплыва; зв — заплыв на время.